# Grad Liebenfels
Razvaline gradu Liebenfels so ena najimpresivnejših grajskih razvalin na Koroškem. Ležijo na skalnem griču, ki se strmo spušča proti vzhodu nad krajem Pulst, severovzhodno od občine Lepo polje cca 8 km jugozahodno od okrajnega centra Šentvid ob Glini, zgodovinskem osrednjem območju Koroške (Avstrija). Ohranjeni sestavni deli so od romanike do renesanse.

## Zgodovina
Liebenfels je bil prvič omenjen v listini leta 1312 kot Liewenvelse. Leta 1333 so bili gospodje Liebenberški imenovani za lastnike vojvodskega fevda. Potem ko je Peter Liebenberški leta 1428 umrl kot zadnji moški predstavnik te rodbine, je njegova hči Ana gospoščino z gradom prodala svojemu stricu Ulriku Ostroviškemu. Leta 1430 je vojvoda Friderik Avstrijski podelil Liebenfels bratoma Jobstu in Lenartu Ostroviškimi. Leta 1484 se je cesarski poljski stotnik s svojimi plačanci nastanil v gradu, kjer so živeli kot na sovražnem ozemlju. Koroški stanovi so prepričali cesarja Friderika III., da je prisilil cesarske čete, da so svoje prostore preselili na Štajersko. Ko je istega leta salzburški nadškof pozval Madžare, naj mu pomagajo v boju proti cesarju Frideriku III., so ti napredovali v Dolino Gline. Ker v gradu niso našli posadke, so se ga lahko polastili brez boja. Takratni civilni hipotekarni upnik Gleismüller iz Šentvida zelo dobro utrjenemu objektu ni zagotovil moštva za varovanje. Madžari so Liebenfels spremenili v pomembno bazo, kjer so prebivalstvo uporabljali za obsežna tlačanska dela za utrjevanje gradu. Takrat sta bili zgrajeni dve bastiji, današnja grajska vrata in prizidek med temi in spodnjim stolpom. Pod poveljnikoma Hansom Haugwitzom von Biskupitzom in Sigmundom Schwuskyjem so od tu do leta 1490 plenili po okolici. Po njihovem odhodu je že tako močno opustošen grad pripadel najprej Jerneju Perneškemu, nato pa Ivanu Ungnadu, baronu Soneškemu, takratnemu štajerskemu glavarju.
Leta 1536 ga je kupil Lenart Lochner. Lochnerji so bili sprva cesarski vodje najemniških vojakov, pozneje pa so opravljali različne službe na Koroškem. Ena od njih je bila tudi upraviteljstvo na gradu Hollenburg. Leta 1569 se je začel dolgotrajni nasledstveni spor med družinami Lochner, Ungnad, Zettritz in Attems, ki se je končal leta 1582 s podelitvijo Ludviku Attemsu, ki se je poročil z Uršulo Lochner. Leta 1596 je kompleks kupil njegov zet Jurij Wildensteinski. Do leta 1664 je ostal v lasti njegovih potomcev. Oskrbnik Krištof Andrej Kulmer-ski, ki je bil lastnik tudi sosednjega dvorca Hohensteina, je podaril veličasten oltar za grajsko kapelo, ki je danes v Celovškem deželnem muzeju. Ferdinand Kulmer-ski je začasno imel Liebenfels kot zastavo od 1618 do 1631, potem pa ga je vrnil Wildensteinerjem. Leta 1664 so posestvo prodali Janezu Frideriku baronu von Seenussu. 
Valvasor že leta 1681 opisal trdnjavo na vrhu hriba kot »skoraj zapuščeno«, medtem ko so bile mlajše stavbe pokrite in očitno naseljene. Kapela je bila v uporabi še leta 1666. Ruševine so bile v lasti družine Goess, odkar je leta 1696 gospoščino prevzel Janez Peter grof Goess. Ruševine so varovane in dobro prenovljene. V poletnih mesecih se ogromno dvorišče uporablja za kulturne prireditve.

## Opis gradu
Dva ogromna bergfrida iz okoli leta 1300 in zgodnjega 14. stoletja sta izjemna, od katerih je eden v trdnjavi in eden v obsežnem zunanjem oboru. Trdnjava ima šest nadstropij in se nahaja v sredini manjše trdnjave. Ta bergfrid ima osupljivo skupino oken v predzadnjem nadstropju. To so značilna okna ogrevanega prostora.
V trdnjavo, ki je združena okoli večjega bergfrida, spada tudi nekdanji palas, ki je imel v zgornjem nadstropju dvorano s tremi nekdanjimi biforami in pripadajočo, ogrevano sobo. O tej dnevni sobi še vedno priča markantna petdelna okenska skupina, obrnjena proti severu.

Kompleks obdaja zgodnjegotsko krožno obzidje s še ohranjenimi cinami. Grajska kapela, ki je tudi zgodnjegotska, je dvonadstropna in je bila posvečena sv. Nikolaju, in je prvič omenjena v listini leta 1419. Na severni strani kapela meji še na eno gotsko stanovanjsko stavbo s stopničastimi zatrepi in pregrado ogrevanega prostora ter značilnimi sobnimi okni, ki jih opazimo že v bergfridu in palasu.
- Vzhodni del gradu z bergfridom
- Majhen stolp
- Glavni grad z bergfridom na levi, drugi bergfrid na desni
- Palas, stanovanjske stavbe in gospodarska poslopja vzhodno pod bergfridom
- 200 m stran od trdnjave: Ostanki obzidja iz časa madžarskega obleganja, 15. st.

## Spletne povezave
- Liebenfels (Hochliebenfels). In: burgen-austria.com. Private Website von Martin Hammerl; abgerufen am 1. Januar 1900
- Der Palas von Liebenfels iz burgenseite.com